# متئو آنسی
متئو آنسی (ایتالیایی: Matteo Anesi؛ زادهٔ ۱۶ اوت ۱۹۸۴) اسکیت‌باز سرعت اهل ایتالیا بود.